# Takahiro Shimotaira
Takahiro Shimotaira (下平 隆宏?, Shimotaira Takahiro; Aomori, 18 dicembre 1971) è un allenatore di calcio ed ex calciatore giapponese, di ruolo centrocampista, tecnico del V-Varen Nagasaki.

## Statistiche

### Presenze e reti nei club
| Stagione | Squadra        | Serie           | Pres. | Reti |
| -------- | -------------- | --------------- | ----- | ---- |
| 1993     | Kashiwa Reysol | Football League | 21    | 2    |
| 1994     | Kashiwa Reysol | Football League | 28    | 2    |
| 1995     | Kashiwa Reysol | J. League 1     | 37    | 1    |
| 1996     | Kashiwa Reysol | J. League 1     | 44    | 1    |
| 1997     | Kashiwa Reysol | J. League 1     | 33    | 0    |
| 1998     | Kashiwa Reysol | J. League 1     | 29    | 0    |
| 1999     | Kashiwa Reysol | J. League 1     | 40    | 3    |
| 2000     | Kashiwa Reysol | J. League 1     | 21    | 0    |
| 2001     | FC Tokyo       | J. League 1     | 19    | 0    |
| 2002     | FC Tokyo       | J. League 1     | 30    | 0    |
| 2003     | Kashiwa Reysol | J. League 1     | 25    | 0    |
| 2004     | Kashiwa Reysol | J. League 1     | 17    | 0    |

## Palmarès
- Coppa Yamazaki Nabisco: 1

Kashiwa Reysol: 1999